# Josh Jacobs
Joshua Jacobs (Tulsa, 11 febbraio 1998) è un giocatore di football americano statunitense che milita nel ruolo di running back per i Green Bay Packers della National Football League (NFL).

## Carriera universitaria
Jacobs al college giocò a football con gli Alabama Crimson Tide dal 2016 al 2018. Con essi vinse il campionato NCAA nel 2017.

## Carriera professionistica

### Oakland/Las Vegas Raiders
Jacobs fu scelto nel corso del primo giro (24º assoluto) del Draft NFL 2019 dagli Oakland Raiders, il primo running back selezionato.
Il 9 luglio 2019 Jacobs firmò il suo contratto da rookie di quattro anni, con un'opzione per il quinto, con i Raiders per un importo di 11,9 milioni di dollari.

#### Stagione 2019
Jacobs debuttò da professionista partendo come titolare nella vittoria della settimana 1 sui Denver Broncos correndo 85 yard e segnando 2 touchdown. Alla fine di ottobre fu premiato come rookie offensivo del mese in cui corse 313 yard e 2 touchdown, guidando tutti i debuttanti in yard guadagnate dalla linea di scrimmage.
Nella partita della settimana 9, vinta per 31-24 contro i Detroit Lions, Jacobs corse 120 yard e segnò 2 touchdown, battendo il record di yard corse in una stagione per un rookie dei Raiders detenuto dall'Hall of Famer Marcus Allen. Sette giorni dopo fu premiato come rookie della settimana dopo avere guadagnato 101 yard dalla linea di scrimmage (71 su corsa, 30 su ricezione) e segnato un touchdown su corsa nella vittoria dei Raiders sui Los Angeles Chargers.
Nella settimana 11, nella vittoria 17-10 contro i Cincinnati Bengals, Jacobs corse 23 volte per 112 yard. Nella partita del tredicesimo turno persa 40-9 contro i Kansas City Chiefs corse 17 volte per 104 yard, diventando il primo running back della storia dei Raiders a correre oltre 1 000 yard nella stagione da rookie.
Alla fine di novembre fu nuovamente premiato come rookie offensivo del mese in cui guidò tutti i debuttanti con 485 yard dalla linea di scrimmage. Nell'ultimo mese di gioco saltò tre delle ultime quattro gare per un problema a una spalla e un'infezione alla pelle.
La sua stagione da rookie si concluse con 1 150 yard corse e 7 touchdown. Considerato da diversi analisti il favorito per il premio di rookie offensivo dell'anno, il riconoscimento andò invece a Kyler Murray.

#### Stagione 2020

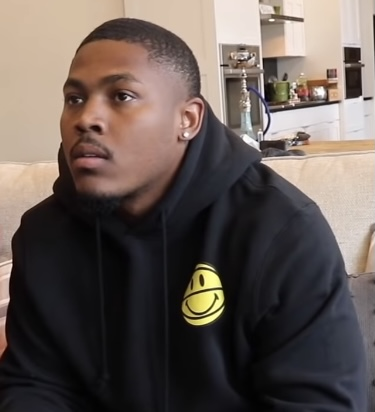
Jacobs nel 2020

Jacobs aprì la prima stagione dei Raiders a Las Vegas con 93 yard corse e segnò 3 touchdown nella vittoria di settimana 1 contro i Carolina Panthers.
Nella settimana 5 segnò due touchdown che contribuirono ad infliggere ai Kansas City Chiefs campioni in carica la prima sconfitta stagionale.
A fine stagione Jacobs fu convocato per il suo primo Pro Bowl (non disputato a causa della pandemia di COVID-19) dopo avere corso 1 065 yard e segnato 12 touchdown.
Il 4 gennaio 2021 Jacobs, dopo aver causato un incidente automobilistico, fu inizialmente arrestato dalla polizia di Las Vegas con l'accusa di guida in stato di ebbrezza, rischiando la sospensione dalla lega, ma l'accusa fu successivamente ritirata dopo che Jacobs risultò negativo ai test per alcool e droghe.

#### Stagione 2021

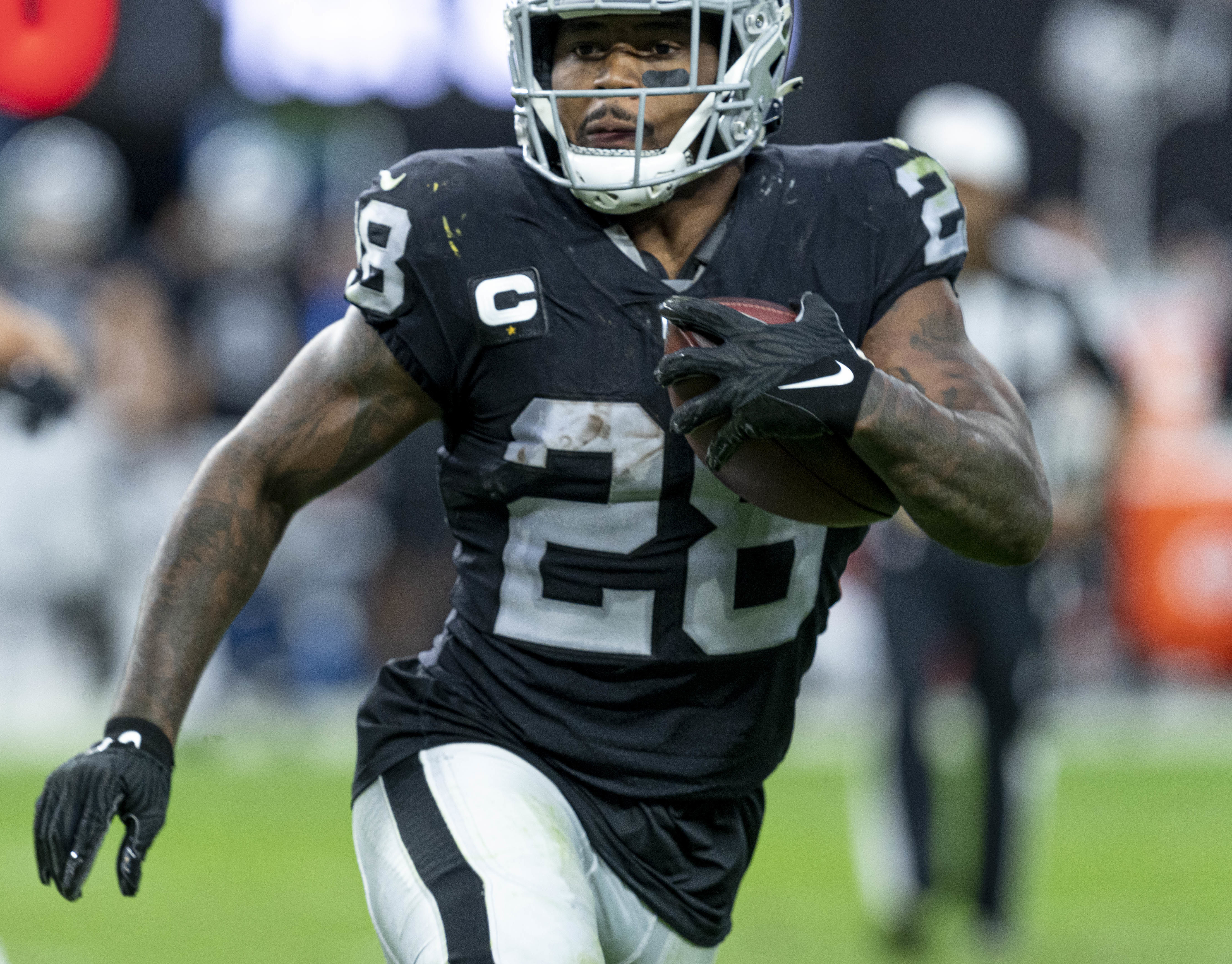
Jacobs con i Las Vegas Raiders nel 2021

Jacobs inizió la stagione 2021 vedendo il suo posto da titolare minacciato dall'arrivo di Kenyan Drake, preso dai Raiders con un contratto di due anni per 11 milioni di dollari e facendo registrare prestazioni inferiori rispetto agli anni precedenti. Jacobs concluse la stagione non raggiungendo le mille yard corse, chiudendo a quota 872, e segnando 9 touchdown.

#### Stagione 2022
Il 29 aprile 2022 i Raiders, guidati dal nuovo capo-allenatore Josh McDaniels, annunciarono che non avrebbero fatto valere l'opzione di prolungamento del contratto di Jacobs per un quinto anno, rendendolo quindi free agent al termine della stagione.
Il 2 ottobre 2022, nella gara della settimana 4 contro i Denver Broncos, Jacobs corse un nuovo primato personale di 144 yard in 28 tentativi e segnó due touchdown, contribuendo alla prima vittoria stagionale dei Raiders. La settimana successiva, nella sconfitta 29-30 contro i Kansas City Chiefs, Jacobs migliorò ancora il suo record correndo per 154 yard in 21 tentativi, segnando un touchdown e facendo anche 5 ricezioni per 39 yard.
Nella gara successiva, la vittoria 38-20 contro gli Houston Texans della settimana 7 del 23 ottobre 2022, Jacobs corse 143 yard in 20 tentativi realizzando tre touchdown su corsa, pareggiando il record di franchigia di Marcus Allen del 1982 di tre touchdown su corsa nel secondo tempo. Con questa prestazione inoltre Jacobs raggiunse una serie di record di franchigia: divenne infatti il terzo giocatore dei Raiders con 150 yard corse e un touchdown su corsa in tre gare di fila, raggiungendo Marcus Allen (1985) e Clem Daniels (1966); Jacobs divenne anche il primo giocatore dei Raiders a correre 100 yard e segnare un touchdown su corsa in tre gare di fila, a guadagnare 150 yard dalla linea di scrimmage e segnare un touchdown su corsa in tre gare di fila e a guadagnare 500 yard dalla linea di scrimmage e segnare sei touchdown su corsa nell'arco di tre gare.
Nella gara del dodicesimo turno, Jacobs guadagnò complessivamente 303 yard dalla linea di scrimmage, di cui 229 yard su corsa e 74 su ricezione, segnando due touchdown su corsa di cui il secondo con una corsa da 86 yard durante i tempi supplementari che portò alla vittoria 40-34 sui Seattle Seahawks, vittoria a Seattle che mancava da 24 anni ai Raiders. Con questa prestazione Jacobs fissò i record di franchigia per il maggior numero di yard guadagnate dalla linea di scrimmage (303 yard) e su corsa (229 yard) in una singola partita, record quest'ultimo detenuto per 25 anni da Napoleon Kaufman con 227 yard, nonché fu il primo giocatore nella storia della NFL a far registrare in una gara almeno 225 yard di corsa e almeno 70 yard ricevute. Jacobs migliorò inoltre i suoi record personali di yard corse e ricevute in una partita e superò le 1 200 yard guadagnate in stagione con 7 o più touchdown segnati, settimo giocatore nella storia NFL a riuscirci in tutte le sue prime quattro stagioni da professionista, aggregandosi al gruppo formato da Adrian Peterson, Barry Sanders, Earl Campbell, LaDainian Tomlinson, Terrell Davis e Eric Dickerson. Per questa prestazione Jacobs fu premiato sia come giocatore offensivo AFC della settimana che come running back della settimana.
Nella gara successiva contro i Los Angeles Chargers Jacobs, che fu in dubbio fino all'ultimo momento a causa di un infortunio ad un polpaccio che lo limitò negli allenamenti in settimana, durante il primo quarto di gioco perse il possesso della palla per un fumble recuperato dal linebacker Kyle Van Noy ma contribuì poi alla vittoria dei Raiders per 27-20 correndo 144 yard in 26 tentativi e segnando un touchdown su una corsa da 20 yard. Con questa prestazione Jacobs fissò due record per la franchigia: per la sua seconda stagione in carriera segnò almeno dieci touchdown raggiungendo Marcus Allen (4 stagioni) come marcatore con almeno 10 touchdown in più stagioni, e superò lo stesso Allen per il maggior numero di yard corse su 12 gare in stagione (1 303 contro 1 236 yard). Fu la sesta partita stagionale in cui Jacobs corse almeno 100 yard e si confermò al primo posto tra i running back della lega per yard corse in stagione. Per la seconda volta consecutiva fu premiato come running back della settimana. Nella gara della settimana 17, la sconfitta ai tempi supplementari 37-34 subita contro i San Francisco 49ers, Jacobs corse 17 volte per 69 yard più 4 ricezioni per 26 yard ma soprattutto fece il touchdown che pareggiò la gara al termine dei tempi regolamentari. Divenne il secondo giocatore nella storia dei Raiders, dopo Marcus Allen, a superare le 2 000 yard guadagnate dalla linea di scrimmage in una stagione (con 2 009), ricevendo inoltre le lodi del difensore avversario All-Pro Nick Bosa che lo definì come il miglior running back contro cui avesse mai giocato.
Jacobs saltò tutta la settimana di allenamento prima della partita dell'ultimo turno perché andò a Tulsa, in Texas, per stare vicino al padre operato d'urgenza al cuore e rientrò solo il giorno prima della partita. Nella sconfitta 13-31 contro i Kansas City Chiefs Jacobs corse 17 volte per 45 yard, chiudendo la stagione con il record personale di 1 653 yard corse in 340 tentativi e 12 touchdown.
Jacobs fu leader delle lega per yard corse (1 653), per la corsa più lunga (86 yard), per la media delle yard corse per partita (97,2) e per le yard guadagnate dalla linea di scrimmage e le all-purpose yard (2 053).
A fine stagione Jacobs fu convocato per il suo secondo Pro Bowl, inserito nel First-team All-Pro, vinse il premio di miglior running back della stagione e l'appena introdotto Jim Brown Award come leader della lega per numero di yard corse.
Concluso di fatto il suo contratto con i Raiders, avendo questi rinunciato ad inizio stagione a sfruttare l'opzione per prolungare di un anno il suo contratto da rookie da 2,1 milioni di dollari, Jacobs si disse speranzoso nel firmare nuovamente con la squadra di Las Vegas ma che questo avrebbe dovuto essere in linea anche dal punto di vista delle sue aspettative economiche, potendo puntare a sottoscrivere un cospicuo contratto pluriennale in linea con le sue prestazioni dell'ultima stagione.

#### Stagione 2023
Il 6 marzo 2023 i Raiders applicarono il franchise tag su Jacobs, che lo legava alla squadra per un altro anno con uno stipendio di 10 milioni di dollari, pari alla media dei 5 più alti stipendi nello stesso ruolo, ma avendo ancora tempo fino al 15 luglio 2023 per sottoscrivere eventualmente un contratto pluriennale. Il 22 maggio il giocatore annunciò che sarebbe tornato a portare il numero 8, indossato ai tempi del college. Jacobs non riuscì a trovare un accordo con i Raiders per un rinnovo pluriennale entro la scadenza del 15 luglio 2023, rimanendo quindi legato alla squadra solo per un'altra stagione. Il 26 agosto Jacobs firmò un contratto di un anno del valore di 12 milioni di dollari.
Nella gara d'esordio stagionale, la vittoria 17-16 sui Denver Broncos, Jacobs corse 19 volte per 48 yard, limitato anche dalla particolare attenzione che gli rivolse la difesa dei Broncos per contenerlo. Segnò il suo primo touchdown stagionale nella gara del quarto turno, la sconfitta 17-24 contro i Los Angeles Chargers, in cui corse 17 volte per 58 yard ma fu anche il bersaglio preferito del quarterback rookie Aidan O'Connell con otto ricezioni per 81 yard. Nella partita di settimana 5 contro i Green Bay Packers Jacobs segnò il touchdown decisivo con una corsa da 2 yard che fissò il risultato sul 17-13 finale. Nella gara del sesto turno, la vittoria 21-17 sui New England Patriots, Jacobs totalizzò 77 yard su corsa superando la soglia delle 5 000 yard corse con i Raiders, quarto giocatore nella storia della franchigia a riuscirci dopo Marcus Allen (8 545), Mark van Eeghen (5 907) e Clem Daniels (5 103). Nella gara dell'ottavo turno, la sconfitta 14-26 del Monday Night Football contro i Detroit Lions, Jacobs corse 15 volte per 61 yard e un touchdown, l'unico della partita per l'attacco dei Raiders, e superò Clem Daniels diventando il terzo giocatore dei Raiders per numero di yard corse, con 5 148. Nella gara successiva, sotto il nuovo capo-allenatore ad interim Antonio Pierce, Jacobs tornò ad avere prestazioni di primo piano con 26 corse per 98 yard guadagnate e due touchdown segnati nella vittoria 30-6 contro i New York Giants. Jacobs si confermó anche nella gara del decimo turno, la vittoria 16-12 contro l'altra squadra di New York, i Jets, in cui superò per la prima volta in stagione le 100 yard corse in una partita, per la precisione 116 yard in 27 tentativi, senza segnare touchdown e con due fumble di cui uno perso. Jacobs tornò a segnare nella gara del dodicesimo turno, la sconfitta 17-31 contro i campioni in carica dei Kansas City Chiefs, in cui fece 20 corse per 110 yard, segnando su una corsa di  63 yard. Nella gara successiva, la sconfitta 0-3 contro i Minnesota Vikings di settimana 14, Jacobs lasciò la gara nel quarto finale della partita per un infortunio al quadricipite. Questo infortunio chiuse di fatto la stagione di Jacobs che saltò le restanti quattro partite, concludendo la sua annata con 233 corse per 805 yard e sei touchdown.

### Green Bay Packers
Il 14 marzo 2024 Jacobs firmò da free agent un contratto quadriennale da 48 milioni di dollari con i Green Bay Packers.

#### Stagione 2024
Nella prima partita con la nuova maglia guidò la squadra con 84 yard corse nella sconfitta contro i Philadelphia Eagles per 29-34 alla Corinthias Arena di San Paolo, in Brasile. Nella gara del secondo turno, la vittoria 16-10 contro gli Indianapolis Colts, il contributo di Jacobs, che corse 32 volte guadagnando 151 yard, fu fondamentale per l'attacco di Green Bay, vista l'assenza del quarterback titolare Jordan Love e il minor gioco aereo sviluppato dal sostituto Malik Willis che mise a tabellino solo 14 passaggi tentati. M
Il primo touchdown con la maglia dei Packers lo segnò con una corsa da 2 yard nella gara del quinto turno, la vittoria 24-19 contro i Los Angeles Rams. Nel settimo turno, Jacobs segnò il primo touchdown su ricezione in carriera alla sua 211ª ricezione, un record NFL, contribuendo alla vittoria sugli Houston Texans. Tornò a segnare su corsa per due volte nel turno successivo, la vittoria 30-27 contro i Jacksonville Jaguars, in cui guadagnò 127 yard.
Nel dodicesimo turno Jacobs disputò una delle migliori prove stagionali correndo 106 yard e segnando tre touchdown nella vittoria contro i San Francisco 49ers. Quattro giorni dopo fece registrare la ricezione più lunga in carriera, 49 yard. Fu la quinta gara di fila in cui Jacobs guadagnò almeno 100 yard complessivamente tra corse e ricezioni, la striscia più lunga per un giocatore di Green Bay da Eddie Lacy nel 2014. Nella gara del quattordicesimo turno, la sconfitta 31-34 nel Thursday Night Football contro i Detroit Lions, corse 66 yard e tre touchdown, superando per la quarta volta le 1.000 yard corse in stagione. A fine stagione fu convocato per il suo terzo Pro Bowl dopo essersi classificato quarto nella NFL con 15 touchdown su corsa e sesto con 1.329 yard corse.
Nel turno delle Wild card, la sua seconda gara di play-off in carriera, Jacobs fece un'altra prestazione di livello, guadagnando complessivamente 121 yard, 81 su corsa e 40 su ricezione, e segnando l'unico touchdown dei Packers nella sconfitta 10-22 contro i Philadelphia Eagles.

## Palmarès
- Convocazioni al Pro Bowl: 3

2020, 2022, 2024
- First-team All-Pro: 1

2022
- Running back dell'anno: 1

2022
- Giocatore offensivo della AFC della settimana: 1

12ª del 2022
- Running back della settimana: 2

12ª e 13ª del 2022
- Rookie offensivo del mese: 2

ottobre e novembre 2019
- Rookie della settimana: 1

10ª del 2019
- PFWA All-Rookie Team - 2019
- Leader della NFL in yard corse: 1

2022

## Statistiche

### Stagione regolare
| 2019   | OAK    | 13 | 13 | 242   | 1 150 | 4,8 | 51 | 7  | 20  | 166   | 8,3 | 28 | 0 | 1  | 1  |
| 2020   | LV     | 15 | 15 | 273   | 1 065 | 3,9 | 28 | 12 | 33  | 238   | 7,2 | 29 | 0 | 2  | 2  |
| 2021   | LV     | 15 | 14 | 217   | 872   | 4,0 | 28 | 9  | 54  | 348   | 6,4 | 29 | 0 | 2  | 2  |
| 2022   | LV     | 17 | 17 | 340   | 1 653 | 4,9 | 86 | 12 | 53  | 400   | 7,6 | 43 | 0 | 3  | 1  |
| 2023   | LV     | 13 | 13 | 233   | 805   | 3,5 | 63 | 6  | 37  | 296   | 8,0 | 21 | 0 | 3  | 1  |
| 2024   | GB     | 17 | 17 | 302   | 1 329 | 4,4 | 38 | 15 | 36  | 342   | 9,5 | 49 | 1 | 4  | 3  |
| Totale | Totale | 90 | 89 | 1 606 | 6 874 | 4,3 | 86 | 61 | 233 | 1 790 | 7,7 | 49 | 1 | 15 | 10 |

### Play-off
| 2021   | LV     | 1 | 1 | 13 | 83  | 6,4 | 35 | 0 | 4 | 44 | 11,0 | 15 | 0 | 0 | 0 |
| 2024   | GB     | 1 | 1 | 18 | 81  | 4,5 | 31 | 1 | 3 | 40 | 13,3 | 15 | 0 | 1 | 0 |
| Totale | Totale | 2 | 2 | 31 | 164 | 5,3 | 35 | 1 | 7 | 84 | 12,0 | 15 | 0 | 1 | 0 |

Fonte: Football Database
In grassetto i record personali in carriera —      leader della lega

### Record di franchigia

#### Las Vegas Raiders
Jacobs detiene i seguenti record per i Raiders:
In carriera
- Maggior numero di yard guadagnate su corsa nelle prime due stagioni: 2 215 yard
- Maggior numero di yard guadagnate su corsa in una singola partita: 229 yard (settimana 12ª del 2022)
- Maggior numero di yard guadagnate dalla linea di scrimmage in una singola partita: 303 yard (settimana 12ª del 2022)
- Maggior numero di yard guadagnate su corsa in 12 gare di fila in una stagione: 1 303 (da settimana 1ª a 13ª del 2022)
- Media di yard corse per partita: 86 yard
- Primo giocatore a correre 100 yard e segnare un touchdown su corsa in tre gare di fila (settimana 4ª, 5ª e 7ª del 2022)
- Primo giocatore a guadagnare 150 yard dalla linea di scrimmage e segnare un touchdown su corsa in tre gare di fila (settimana 4ª, 5ª e 7ª del 2022)
- Primo giocatore a guadagnare 500 yard dalla linea di scrimmage e segnare sei touchdown su corsa nell'arco di tre gare (settimana 4ª, 5ª e 7ª del 2022)
- Settimo giocatore a guadagnare 1 200 yard dalla linea di scrimmage e segnare sette o più touchdown in tutte e quattro le sue stagioni iniziali (dal 2019 al 2022)
- Secondo giocatore a segnare almeno 10 touchdown in più stagioni: 2020 e 2022
- Secondo giocatore con almeno 2 000 yard guadagnate dalla linea di scrimmage in una stagione (2022)
- Quarto giocatore a guadagnare oltre 5 000 yard su corsa

Stagione da rookie
- Maggior numero di partite da titolare: 15
- Maggior numero di tentativi di corsa: 273
- Maggior numero di yard corse: 1 150
- Maggior numero di yard corse per tentativo (minimo 6 partite da titolare): 4,8
- Maggior numero di yard corse per partita: 88,5